# Liste der Monuments historiques in Radonvilliers
Die Liste der Monuments historiques in Radonvilliers führt die Monuments historiques in der französischen Gemeinde Radonvilliers auf.

## Liste der Objekte
| Bezeichnung                   | Beschreibung | Standort                                     | Kennzeichnung | Schutzstatus | Datum | Bild |
| ----------------------------- | --- | -------------------------------------------- | ------------- | ------------ | ----- | ---- |
| Weihwasserbecken              | Gusseisen, 16. Jahrhundert | in der Kirche Assomption-de-la-Vierge (Lage) | PM10001681    | Classé       | 1913  |      |
| Adlerpult                     | Holz, farbig gefasst und vergoldet, 18. Jahrhundert                                                                                    | in der Kirche Assomption-de-la-Vierge (Lage) | PM10003596    | Inscrit      | 1978  |      |
| Skulptur Heiliger Vinzenz     | Holz, einfarbig gefasst und vergoldet, 17. Jahrhundert                                                                                 | in der Kirche Assomption-de-la-Vierge (Lage) | PM10003598    | Inscrit      | 1979  |      |
| Kelch und Patene              | Silber, vergoldet, 19. Jahrhundert, von Pierre-Henry Favier; im Musée Napoléon in Brienne-le-Château deponiert                         | in der Kirche Assomption-de-la-Vierge (Lage) | PM10003644    | Inscrit      | 1996  |      |
| Skulptur Heiliger Bernhard    | Holz, farbig gefasst, um 1500 | in der Kirche Assomption-de-la-Vierge (Lage) | PM10001684    | Classé       | 1961  |      |
| Tablett mit zwei Messkännchen | Silber, vergoldet, 19. Jahrhundert, von Pierre-Henry Favier; im Musée Napoléon in Brienne-le-Château deponiert                         | in der Kirche Assomption-de-la-Vierge (Lage) | PM10003646    | Inscrit      | 1996  |      |
| Kirchenfenster                | aus dem 16. Jahrhundert | in der Kirche Assomption-de-la-Vierge (Lage) | PM10001682    | Classé       | 1913  |      |
| Skulptur Heilige Katharina    | Holz, einfarbig gefasst und vergoldet, 17. Jahrhundert                                                                                 | in der Kirche Assomption-de-la-Vierge (Lage) | PM10003599    | Inscrit      | 1979  |      |
| Skulptur Heiliger Eligius     | Kalkstein, einfarbig gefasst und vergoldet, 18. Jahrhundert                                                                            | in der Kirche Assomption-de-la-Vierge (Lage) | PM10003597    | Inscrit      | 1979  |      |
| Monstranz                     | Silber, vergoldet, erste Hälfte des 19. Jahrhunderts, von Charles Denis Noël Martin; im Musée Napoléon in Brienne-le-Château deponiert | in der Kirche Assomption-de-la-Vierge (Lage) | PM10003645    | Inscrit      | 1996  |      |
| Skulptur Johannes der Täufer  | Holz, farbig gefasst, um 1500 | in der Kirche Assomption-de-la-Vierge (Lage) | PM10001683    | Classé       | 1961  |      |